# Svanörs Långgrynnan
Svanörs Långgrynnan är en ö i Finland. Den ligger i Norra kvarken och i kommunen Malax i den ekonomiska regionen  Vasa i landskapet Österbotten, i den västra delen av landet. Ön ligger omkring 27 kilometer väster om Vasa och omkring 370 kilometer nordväst om Helsingfors.
Öns area är 2 hektar och dess största längd är 270 meter i nord-sydlig riktning.